# 76 mm armata pułkowa wz. 1943
76 mm armata pułkowa wz. 1943 (ros. 76-мм полковая пушка образца 1943 года) – radzieckie działo piechoty wprowadzone do uzbrojenia w 1943 roku.
Armata pułkowa wz. 1943 była następczynią armaty wz. 1927. Została skonstruowana przez biuro konstrukcyjne fabryki Nr 172. Zespołem konstruktorów kierował M. J. Ciriulnikow. Jej konstrukcja łączyła łoże działa przeciwpancernego M-42 z wydłużoną lufą armaty wz. 1927 (z zamkiem śrubowym). Dzięki temu ułatwieniu uległa produkcja dział i zaopatrzenie jednostek piechoty. Łoże armaty M-42 było także nowocześniejsze od łoża działa wz. 1927. Było lżejsze, a dzięki zastosowaniu dwóch ogonów, kąt ostrzału w poziomie wzrósł z 6° do 60°. Działo wz. 1943 było zasilane amunicją scaloną, z granatami odłamkowymi (O-350A), odłamkowo-burzącymi (OF-350) i przeciwpancernymi kumulacyjnymi (BP-350P). Były to takie same naboje jak stosowane do zasilania  armaty wz. 1927.
Prototyp działa był gotowy w lutym 1943 roku. Pod koniec tego roku zostało przyjęte do uzbrojenia. Armaty pułkowe wz. 1943 były produkowane tylko do 1945 roku. Później ich produkcję wstrzymano ponieważ nie spełniały już wymagań pola walki (niska zdolność zwalczania pojazdów opancerzonych). Działa wz. 1943 nigdy nie wyparły starszych wz. 1927 z uzbrojenia i oba typy dział piechoty był używane równolegle.
Działa wz. 1943 znajdowały się na uzbrojeniu baterii dział piechoty podporządkowanych pułkom piechoty i kawalerii. Także w skład dywizjonów artylerii brygad piechoty wchodziła jedna bateria dział wz. 1943.
Armaty wz. 1943 znajdowały się na uzbrojeniu Wojska Polskiego.